# Wiardi Beckman Stichting
La Wiardi Beckman Stichting (Fondazione Wiardi Beckman) è un think tank olandese legato al Partito del Lavoro (PvdA).
La fondazione si propone di creare un ponte tra scienza e socialdemocrazia. Attraverso lo studio e l'analisi, contribuisce al rinnovamento dei programmi e delle politiche del PvdA e cerca di essere un luogo di dibattito sulla socialdemocrazia.
La fondazione prende il nome da Herman Bernard Wiardi Beckman, membro della Eerste Kamer, che durante la seconda guerra mondiale fu convocato dalla regina Guglielmina per diventare membro del governo in esilio dei Paesi Bassi, prima di essere catturato dal Sicherheitsdienst e trovare in seguito la morte nel campo di concentramento di Dachau.
Dal 1970 la fondazione pubblica la rivista Socialisme & Democratie (Socialismo e Democrazia).

## Direttori
- Gerard Slotemaker de Bruïne (1945–1947)
- Jan Barents (1947–1948)[4]
- Joop den Uyl (1949–1963)[5]
- Cees de Galan (1964–1967)[6]
- Henk van Stiphout (1968–1975)[7]
- Wouter Gortzak (1975–1981)[8]
- Joop van den Berg (1981–1989)[9]
- Paul Kalma (1989–2006)[10]
- Monika Sie Dhian Ho (2008–2016)
- Klara Boonstra (2017–2022)
- Tim 'S Jongers (2022–2024)[11]
- Annemarieke Nierop (dal 2025, lavora presso la fondazione dal 2007)[12]